# Stepan Samoilowitsch Kritschinski
Stepan Samoilowitsch  Kritschinski (russisch Степан Самойлович Кричинский; * 8. Januarjul. / 20. Januar 1874greg. auf dem Landgut Kaskewitschi, Ujesd Aschmjany; † 9. August 1923 in Petrograd) war ein russisch-sowjetischer Architekt und Hochschullehrer.

## Leben
Kritschinskis Eltern waren der Sprecher der Lipka-Tataren Generalmajor Selim (Samoil) Kritschinski und seine Frau Sussanna Dawydowna geborene Tolskaja (Talkowskaja).
Nach dem Besuch der Realschule in Wilna studierte Kritschinski in St. Petersburg am Kaiser-Nikolaus-I.-Institut für Zivilingenieure (jetzt Staatliche Universität für Architektur und Bauwesen St. Petersburg) mit Abschluss 1897.
Kritschinski arbeitete zunächst im Abgabenamt und ab 1900 in der russischen Grenzschutzverwaltung als Chefarchitekt.
Kritschinski führte vielfältige Bauprojekte durch. Er kannte die Architektur Italiens, Deutschlands, Frankreichs, Schwedens und Finnlands. Er studierte die russischen Baudenkmäler im Norden und in den mittelrussischen Gouvernements. Er untersuchte die Baudenkmäler in Buchara und Samarqand. Er untersuchte 1916–1917 Probleme des Kurort-Baus im Kuban-Gebiet und an der Schwarzmeerküste.
Nach der Oktoberrevolution während des Bürgerkriegs war Kritschinski 1918–1920 Professor für Architektur am Polytechnischen Institut des Kuban-Gebiets in Krasnodar. 1921 kehrte er nach Petrograd zurück und lehrte am Institut für Zivilingenieure. 1922 wurde er Chef der Architekturbauverwaltung.
Kritschinskis Frau Marija Glebowna geborene Uspenskaja war die Tochter des Schriftstellers Gleb Uspenski und Schwester des Architekten Alexander Uspenski und bekam die Kinder Gleb (* 1904), Boris (* 1905) und Irina.
Kritschinski starb an Diabetes mellitus und wurde auf dem Wolkowo-Friedhof an den Literatenbrücken begraben.

## Werke

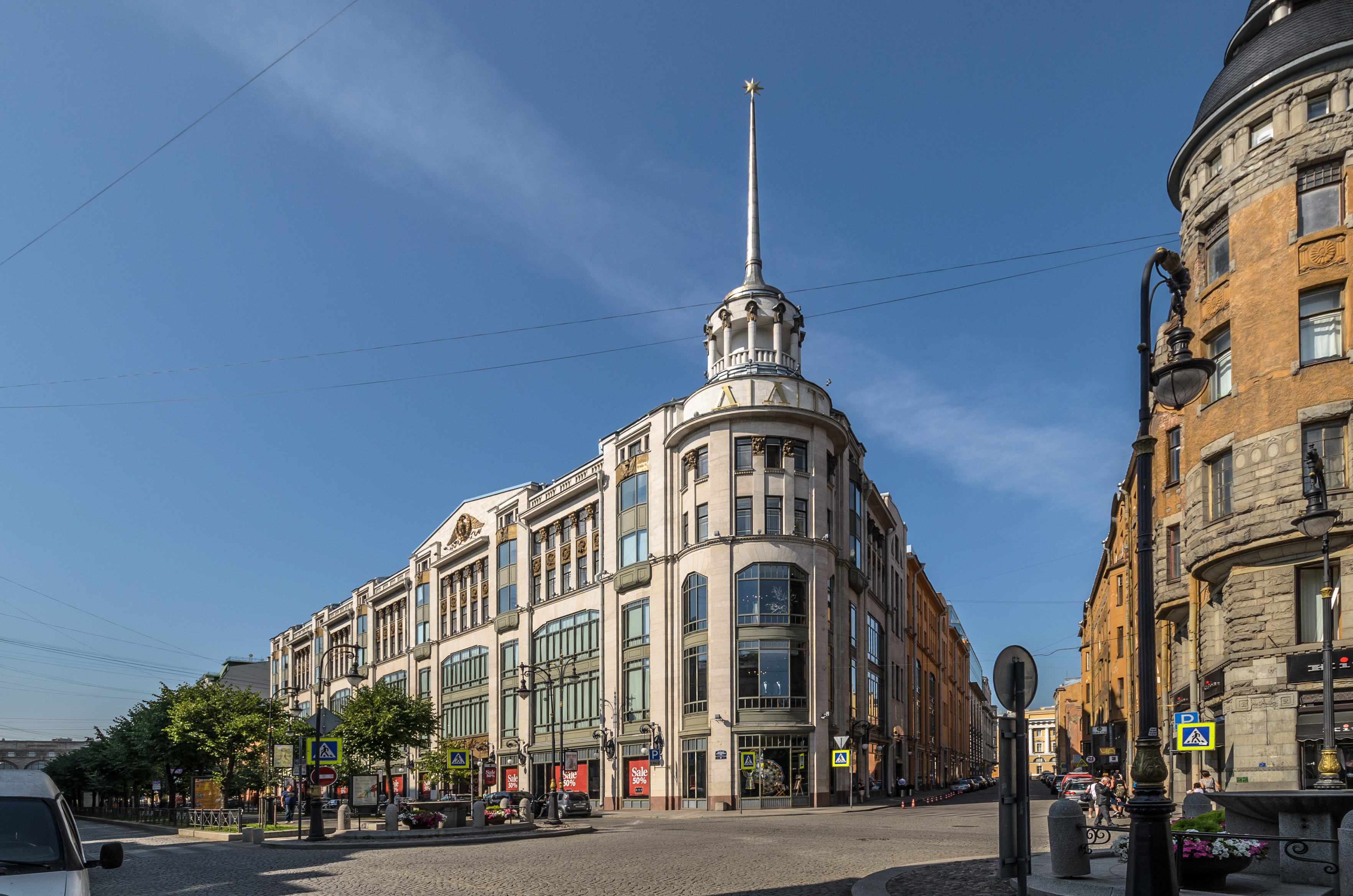
Kaufhaus der Garde-Wirtschaftsgesellschaft (1908–1909 mit N. W. Wassiljew, Projektleiter E. F. Wirrich), Bolschaja Konjuschennaja Uliza 21/23, St. Petersburg
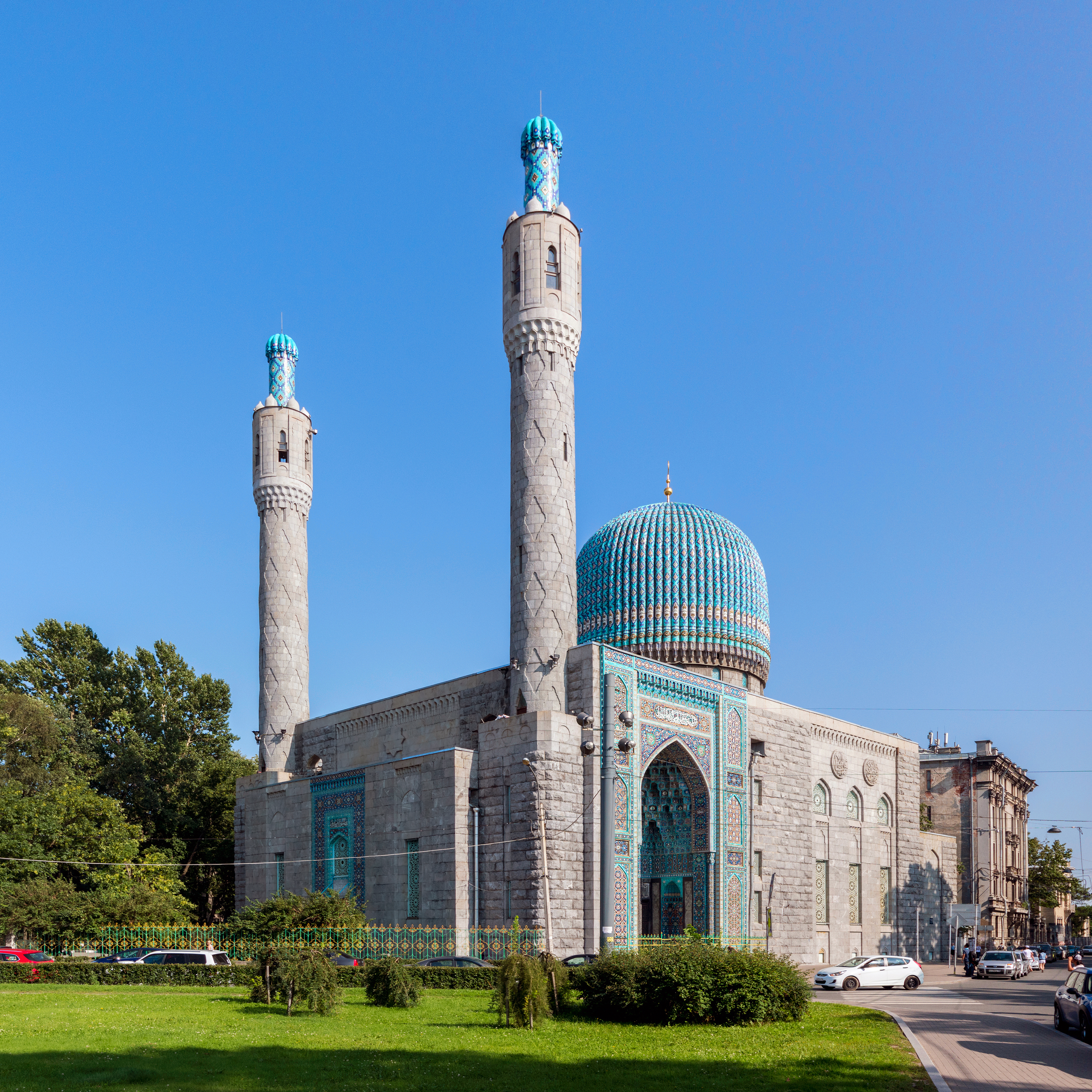
Sankt Petersburger Moschee (1909–1921 mit  N. W. Wassiljew und A. von Hohen), Kronwerski Prospekt 7, St. Petersburg
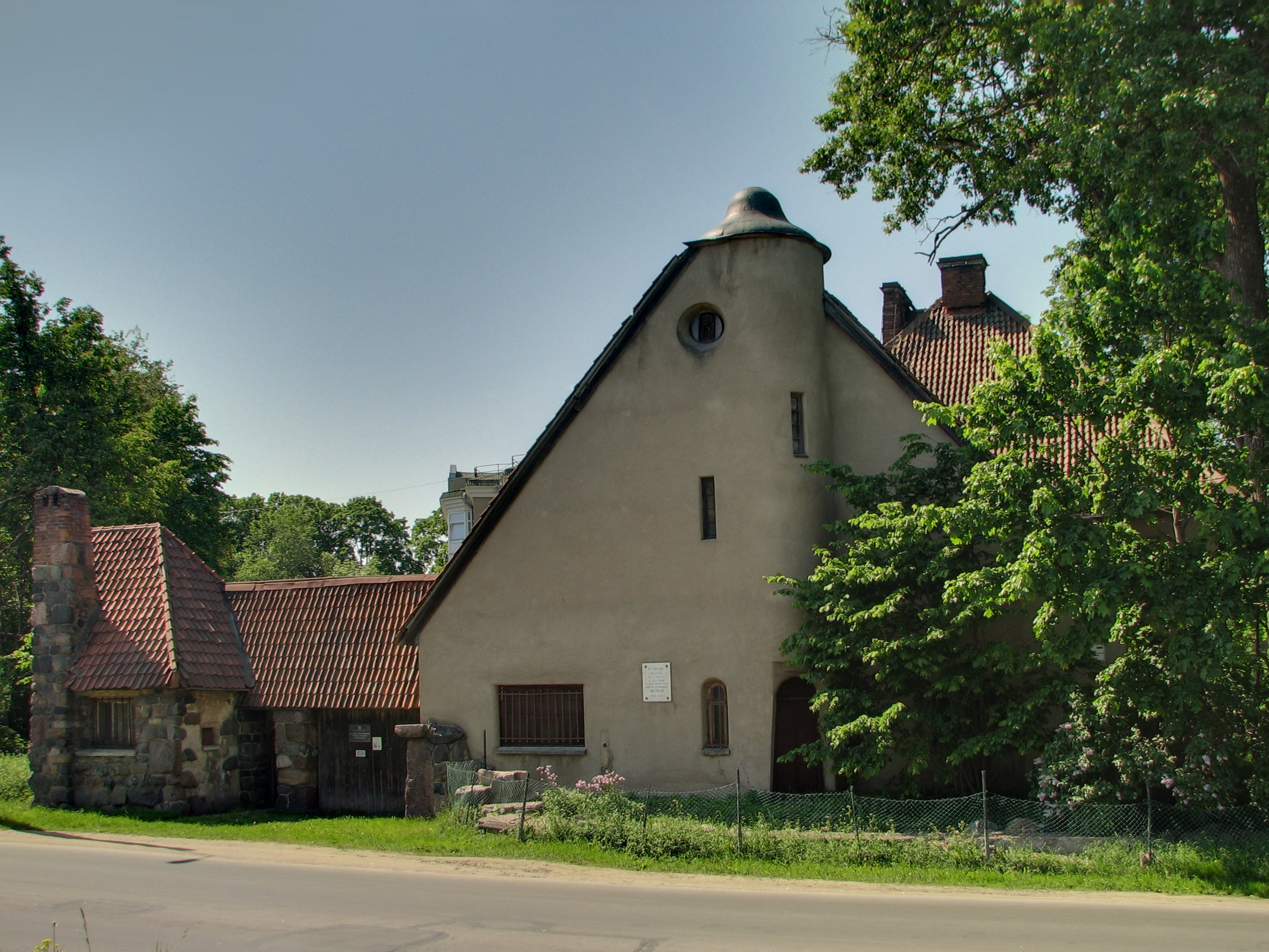
Pawel Schtscherbows Haus (1911), Tschechow-Straße 4, Gattschina
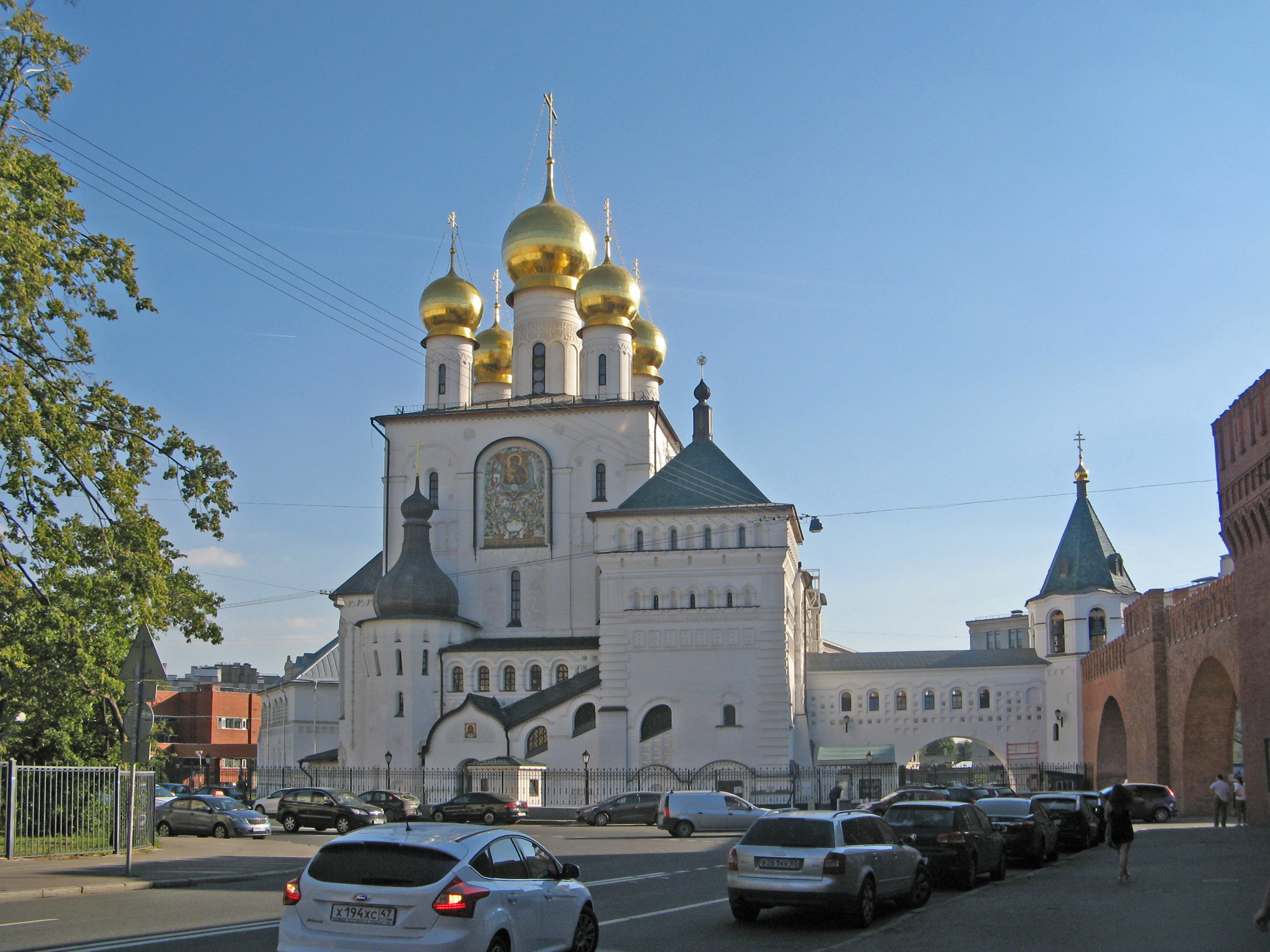
Kirche der Feodorowskaja-Ikone der Gottesmutter Maria (1911–1914 zum 300-jährigen Jubiläum der Familie Romanow, erster Stahlbetonbau in St. Petersburg, 1933 abgetragen, zwischen 2010 und 2013 Totalneubau), Poltawskaja Uliza, St. Petersburg
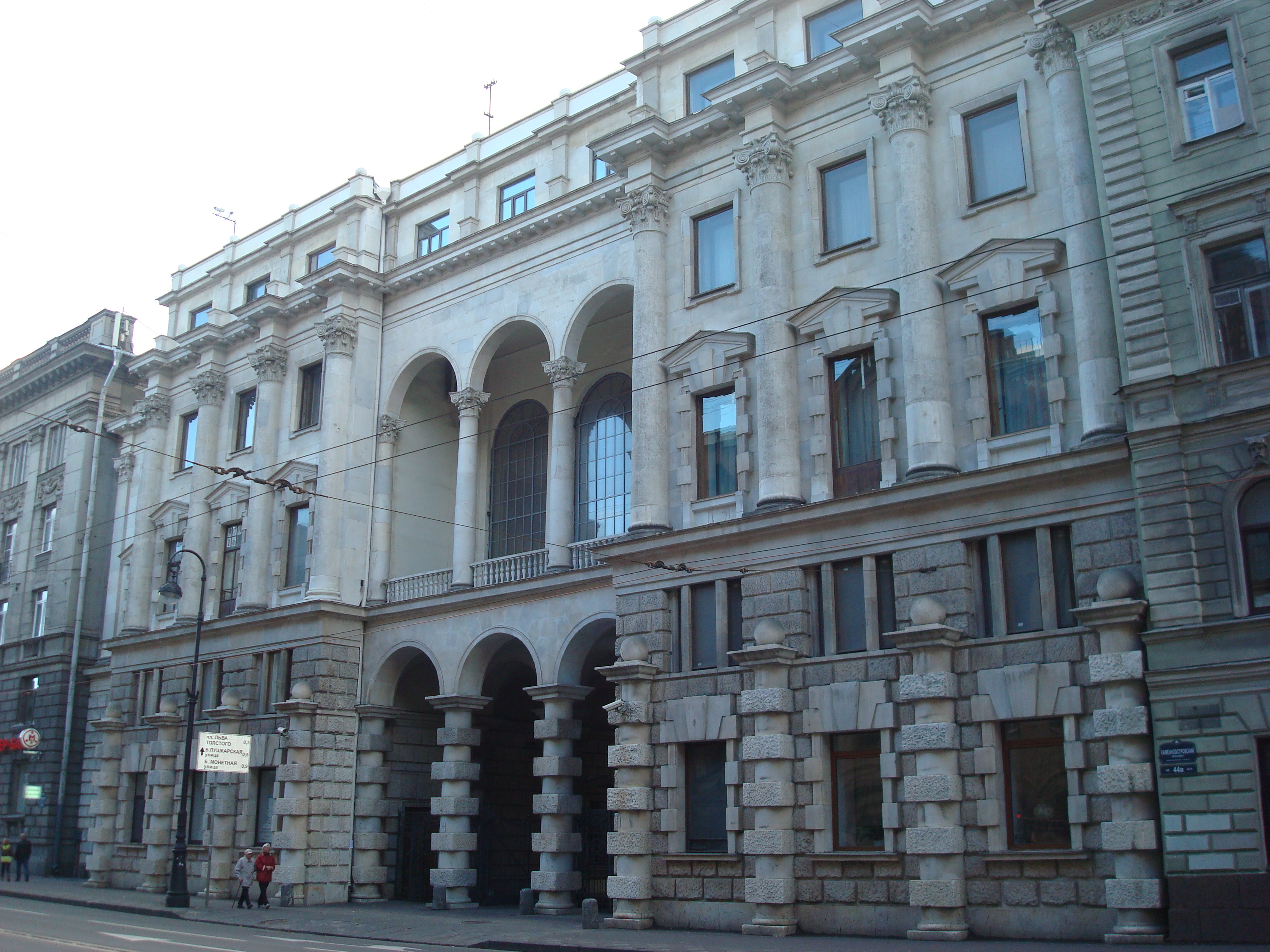
Haus des Emirs von Buchara Abdal Achad Khan für seinen Sohn Alim Khan (1913), Kamennoostrowski Prospekt 44, St. Petersburg
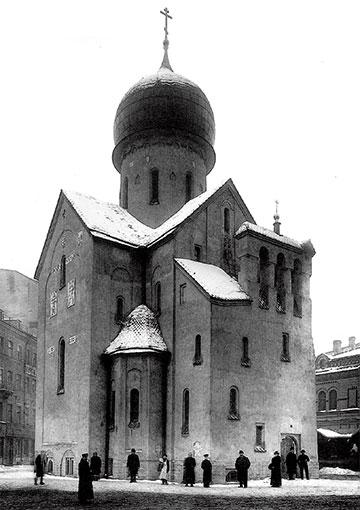
Nikolai-Alexander-Kirche (1913–1915), Bakunin-Prospekt 4, St. Petersburg
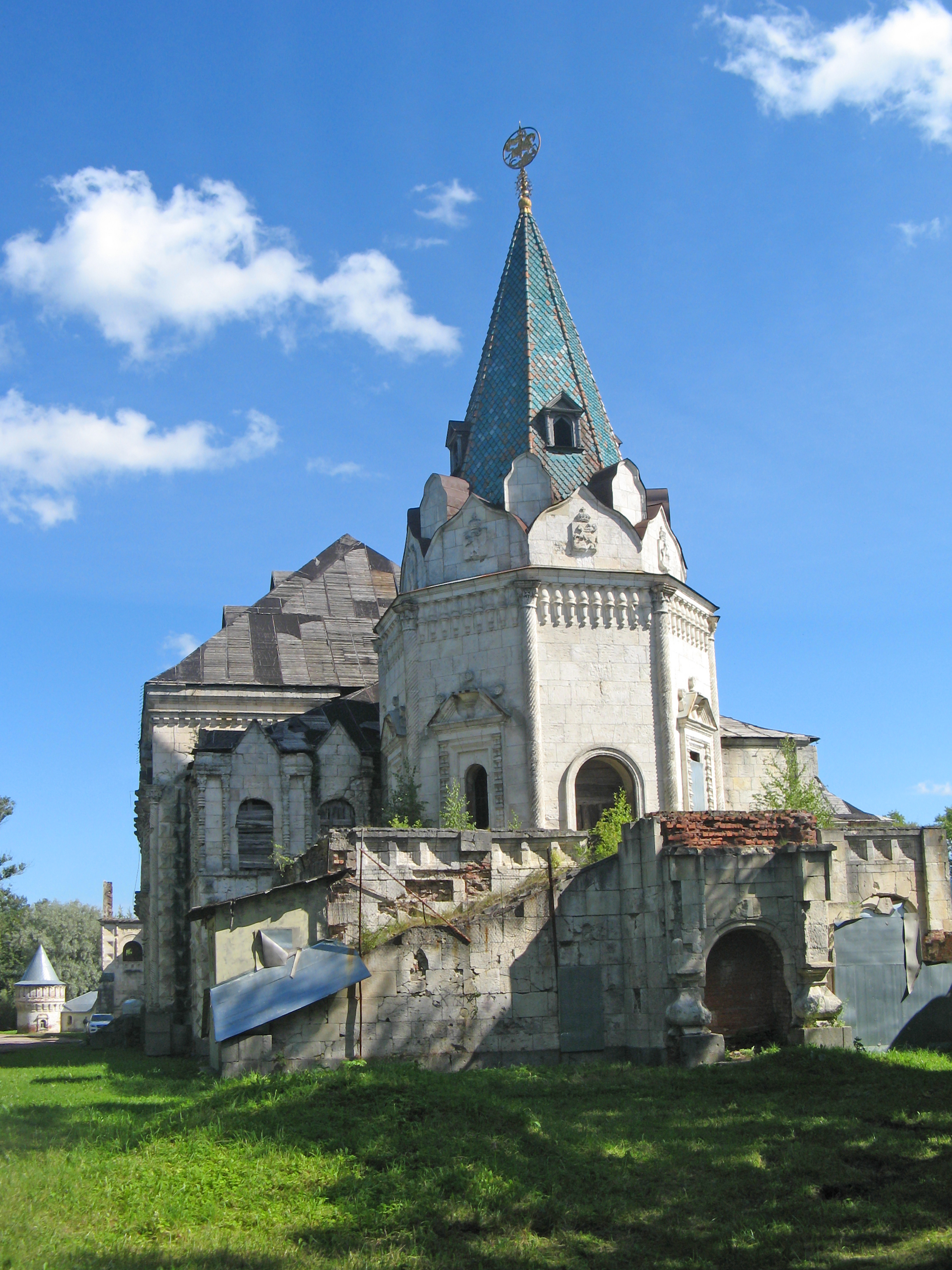
Trapesnaja Palata des Feodorowski Gorodok (1913–1917 mit W. A. Pokrowski), Akademitscheski Prospekt 20, Zarskoje Selo